# Hannoversche Morgenzeitung
Die Hannoversche Morgenzeitung war seit 1845 die – umbenannte – Fortführung der Kunst- und Kulturzeitschrift Die Posaune. Herausgeber war Hermann Harrys, der Sohn von Georg Harrys, Verlegerin (und Druckerin) war die Hahnsche Buchhandlung. Deren Cheflektor Karl Goedeke hatte starken Einfluss auf das Blatt, das sich dem Feuilleton wie der politischen Dichtung des Vormärz verschrieb, so etwa der Dichtung von Bodenstedt oder Geibel.
Nach dem Fortfall der Zensur im März 1848 erschien die Hannoversche Morgenzeitung täglich, ging im April 1850 jedoch in der Zeitung für Norddeutschland auf.